# 나이트 워치 (2004년 영화)
《나이트 워치》(러시아어: Ночной дозор, 영어: Night Watch)는 러시아에서 제작한 2004년 도시 판타지 초자연 스릴러 영화이다. 티무르 베크맘베토프가 연출을 맡고, 콘스탄틴 하벤스키, 블라디미르 멘쇼프, 마리야 포로시나 등이 출연했다.
2006년 속편 《데이 워치》가 개봉하였다.

## 줄거리
수백 년 전 빛과 어둠의 세력이 싸움 끝에 휴전한 뒤 낮 순찰대(데이 워치)와 밤 순찰대(나이트 워치) 두 집단이 감시를 하며 세상의 평화를 지켜왔다. 그러나 오늘날인 2004년 모스크바에서 그간 아슬아슬하게 유지돼 왔던 균형이 깨지기 시작한다.

## 출연진
- 콘스탄틴 하벤스키
- 블라디미르 멘쇼프
- 빅토르 베르즈비츠키
- 마리야 포로시나
- 갈리나 튜니나
- 알렉세이 차도프
- 유리 "고샤" 쿠첸코
- 림마 마르코바
- 마리아 미로노바
- 발레리 졸로투힌
- 잔나 프리스케
- 이고리 사보치킨

## 기타 제작진
- 의상: 바르바라 아브듀시코